# Enrique Armand-Ugón
Enrique Armand-Ugón (Colonia Valdense, 10 augustus 1893 - Montevideo, 1984) was een Uruguayaans rechter en diplomaat. Hij was rechter en president van het Hooggerechtshof van Uruguay en rechter van het Internationale Gerechtshof.

## Levensloop
Armand-Ugón voltooide zijn studie rechten in 1918 aan de Universidad de la República in Montevideo. Hetzelfde jaar werd hij toegelaten tot de advocatuur.
Vanaf 1920 begon hij als rechter van een lagere rechtbank en vanaf 1938 was hij rechter voor een rechtbank voor hoger beroep. In 1945 werd hij benoemd tot rechter van het Hooggerechtshof van Uruguay, de Suprema Corte de Justicia de Uruguay; vanaf 1949 was hij president van dit hof.
Daarnaast vertegenwoordigde hij Uruguay in 1931 tijdens de twaalfde zitting van de algemene vergadering van de Volkenbond. Verder was hij in 1948 en 1950 leider van de delegatie voor zijn land tijdens de derde en vijfde zitting van de Algemene Vergadering van de Verenigde Naties.
In de periode van 1952 tot 1961 was hij rechter voor het Internationale Gerechtshof in Den Haag. Daarna werd hij op verzoek van Spanje en België van 1962 tot 1964 ad-hocrechter in de zaak Barcelona Traction, Light and Power Company, Limited.